# Stipax triangulifer
Stipax triangulifer är en spindelart som beskrevs av Simon 1898. Stipax triangulifer ingår i släktet Stipax och familjen jättekrabbspindlar.
Artens utbredningsområde är Seychellerna. Inga underarter finns listade i Catalogue of Life.